# Vigo Rendena
Vigo Rendena est une ancienne commune italienne de moins de 1 000 habitants située dans la province autonome de Trente dans la région du Trentin-Haut-Adige dans le nord-est de l'Italie. Elle fusionne avec Darè et Villa Rendena le 1er janvier 2016 pour former Porte di Rendena.

## Géographie
Vigo Rendena est situé dans le val Rendena, creusé par la rivière Sarca entre le massif de l'Adamello-Presanella à l'ouest et le massif de Brenta à l'est. 

## Administration
| Période                                  | Période | Identité | Étiquette | Qualité |
| ---------------------------------------- | ------- | -------- | --------- | ------- |
|                                          |         |          |           |         |
| Les données manquantes sont à compléter. |         |          |           |         |

### Communes limitrophes
Pelugo, Montagne (Italie), Villa Rendena, Darè